# Ndukaku Alison
Ndukaku Udoka Alison (Obowo, 12 agosto 1991) è un calciatore nigeriano, difensore svincolato.

## Carriera
Ha giocato nella massima serie dei campionati finlandese e bengalese.

## Palmarès

### Competizioni nazionali
- Ykkönen: 1

RoPS: 2012
- Coppa di Finlandia: 1

RoPS: 2013